# Hydropolis

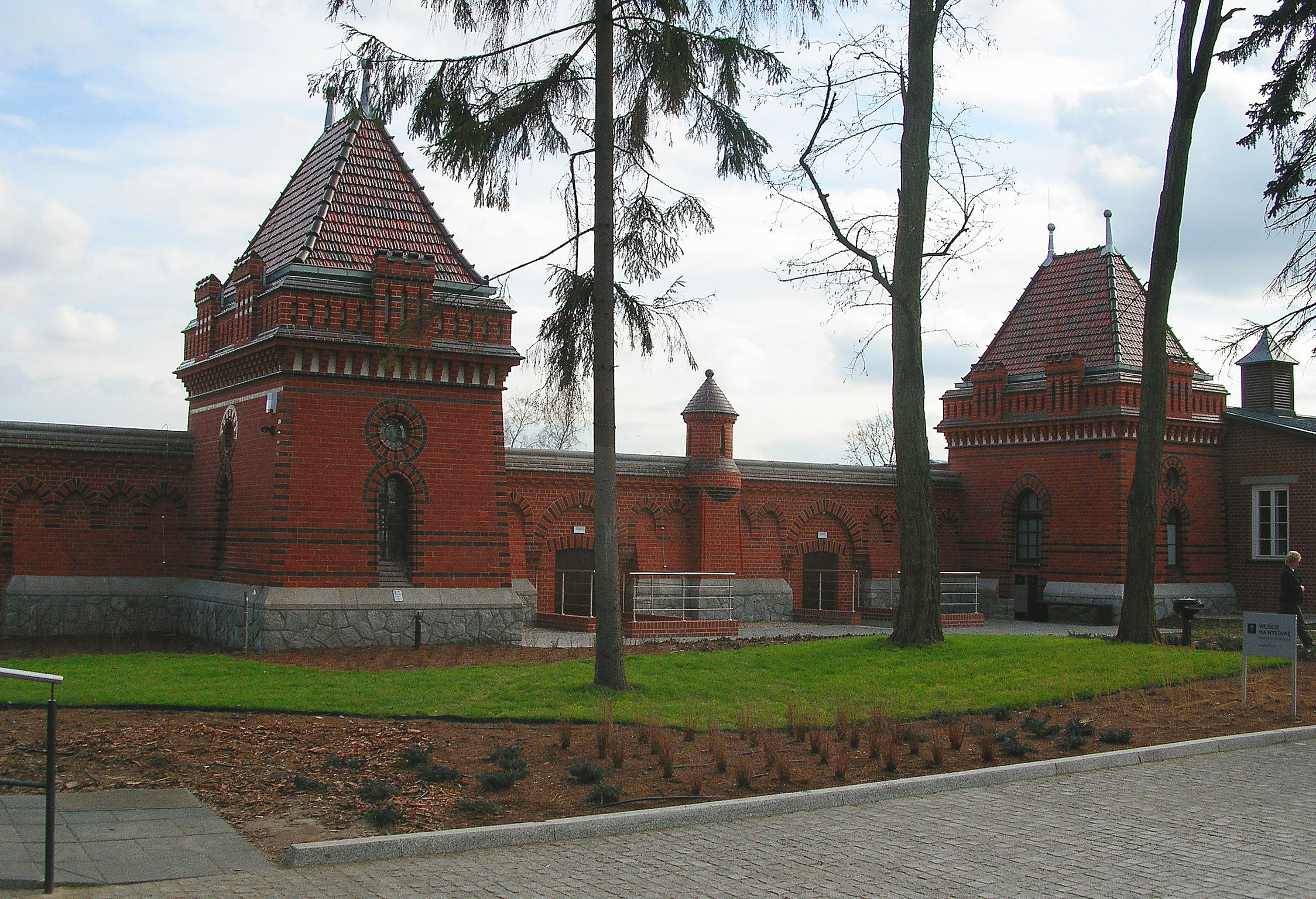
Część dawnego zbiornika wody, w którym ulokowano Hydropolis.

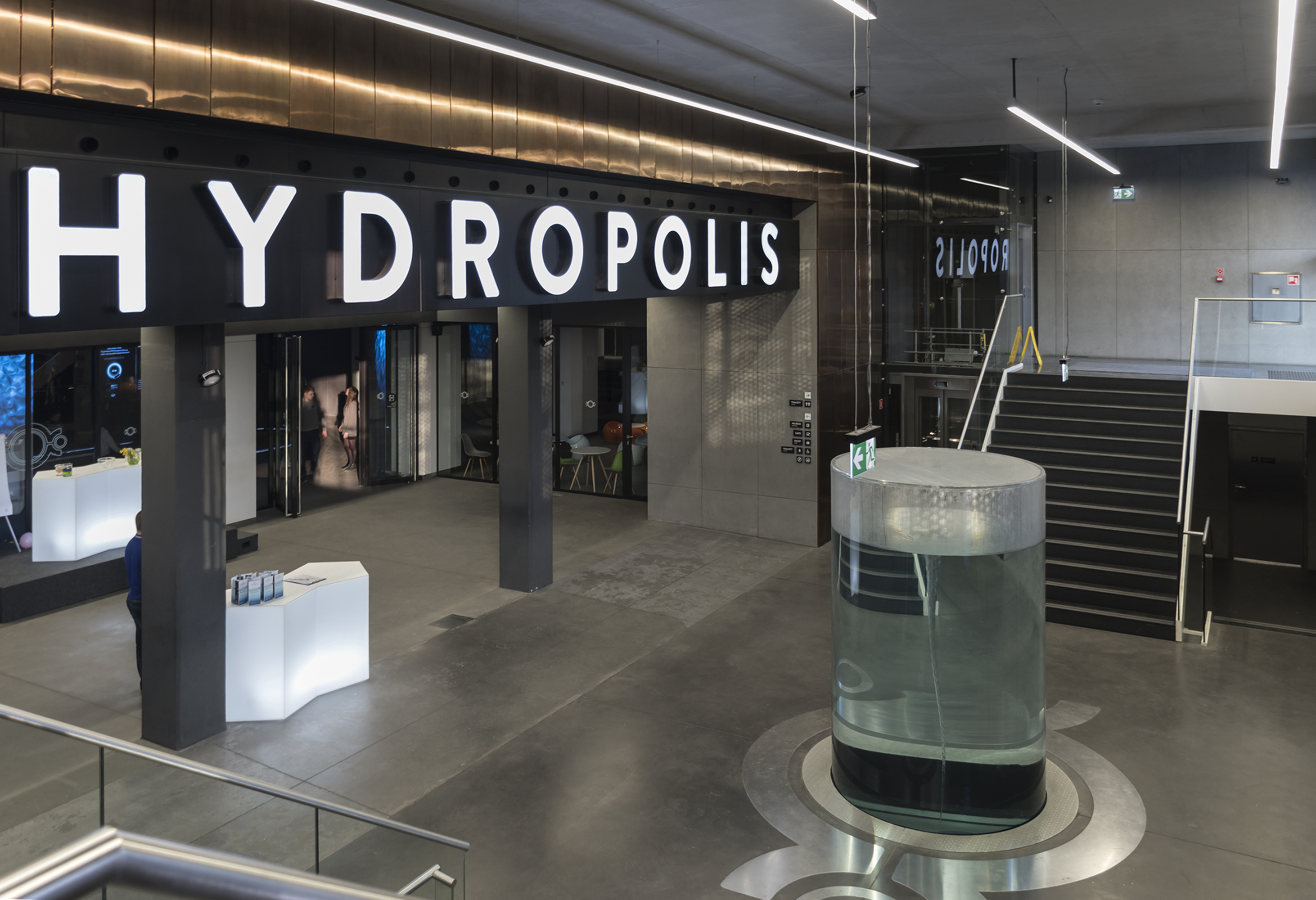
Wnętrze Hydropolis

Centrum Edukacji Ekologicznej „Hydropolis” – centrum wiedzy o wodzie, które zlokalizowane jest we Wrocławiu, w Polsce. Ośrodek łączy walory edukacyjne z nowoczesną formą wystawienniczą.
Jest to jedyny obiekt tego typu w Polsce i jeden z nielicznych na świecie. Wystawa znajduje się w zabytkowym, XIX-wiecznym neogotyckim podziemnym zbiorniku wody czystej o powierzchni 4600 m². Od 2002 roku obiekt znajduje się na liście zabytków. Zbiornik pełnił swą pierwotną funkcję do 2011 roku, gdy został wyłączony z użytku. W grudniu 2015 roku wrocławskie Miejskie Przedsiębiorstwo Wodociągów i Kanalizacji S.A. po przeprowadzeniu niezbędnych remontów i rewitalizacji przekształciło budowlę w Centrum Edukacji Ekologicznej Hydropolis.  
Hydropolis jest dostosowane do potrzeb osób niepełnosprawnych.

## Historia
W XIX wieku wodociągi we Wrocławiu pobierały wodę z Odry, a do jej uzdatniania stosowane były filtry powolne, czyli otwarte baseny wypełnione piaskiem i żwirem. Wlewana do nich woda rzeczna podlegała procesowi oczyszczenia, przesiąkając powoli przez żwirowo-piaskowe złoże. W zakładzie produkcji wody „Na Grobli” działały cztery filtry powolne, ale w latach 1890–1892 zbudowano jeszcze jeden - nr V. W przeciwieństwie do wcześniej zbudowanych basenów nienakrytych dachem, filtr nr V został zaprojektowany jako zbiornik zamknięty. Pod nasypem ziemnym ukryto obiekt o powierzchni 4600 m². Na początku XX wieku zaprzestano pobierania wody z Odry. Zastąpiono ją wodą gruntową, która była odmienna pod względem fizykochemicznym od wody rzecznej.  Zakład Produkcji Wody „Na Grobli” trzeba było dostosować do uzdatniania nowego surowca. Ze względu na zwiększające się zapotrzebowanie na wodę i duże ilości związków żelaza w ujmowanej wodzie, modernizacja dotyczyła głównie dwóch obiektów. Zbiornik wody czystej został zaadaptowany na filtr odżelaziający, a filtr nr V stał się nowym i większym zbiornikiem wody czystej.
Po usunięciu tysięcy ton piasku i żwiru, w 1905 roku dawny filtr mieścił 12 milionów litrów czystej wody. Stał się głównym rezerwuarem wody dla miasta – „zbiornikiem nr 1”. Uzdatniona woda była przesyłana do wieży ciśnień. Tłoczył ją wielki agregat parowy, który w 1919 roku uległ awarii, co wstrzymało dostawę wody, ale było też okazją do pierwszej powojennej inwestycji. W ciągu zaledwie pięciu miesięcy przy zbiorniku wody czystej stanął budynek pompowni awaryjnej. Zamontowano w nim nowoczesne, elektryczne pompy wirowe, które przesyłały wodę wprost ze zbiornika wody czystej do wieży. Skromna budowla niezbyt pasowała do okazałej architektury zbiornika i ze względów estetycznych została wkrótce przebudowana. W 1924 roku stanął w jej miejscu nowy budynek, utrzymany w stylu modnego wówczas modernizmu. W latach 30. poprawiono jeszcze wygląd elewacji frontowej.
Zbiornik wody czystej funkcjonował nieprzerwanie do 1945 roku. Podczas walk o Wrocław jego strop został podziurawiony przez rosyjskie bomby i pociski. Tuż po zakończeniu działań wojennych dokonano niezbędnych napraw i zbiornik znów gromadził wodę dla miasta. 
12 lipca 1997 roku w Zakład Produkcji Wody „Na Grobli” uderzyła niespodziewanie fala powodziowa. W błyskawicznym tempie budynki i urządzenia zostały zalane, a zbiornik nr 1 znalazł się pod wodą. Powódź z 1997 roku była największą katastrofą w powojennej historii Wrocławia, która zatrzymała proces produkcji wody w istniejących już dwóch Zakładach Produkcji Wody – „Mokry Dwór” i „Na Grobli”.
W 2002 roku rozpoczęła się kompleksowa modernizacja Zakładu „Na Grobli”. Wysłużony zbiornik nr 1 został wpisany do rejestru zabytków. Dwa lata później doczekał się skromnego remontu, ale już wtedy wiadomo było, że trzeba go będzie wkrótce wyłączyć z eksploatacji. Pełnił swoją funkcję do końca 2011 roku, w którym to również zapadła decyzja o powstaniu w jego miejscu CEE Hydropolis. Prace rewitalizacyjne nad dostosowaniem obiektu do nowej funkcji trwały 4 lata i ostatecznie otwarcie CEE Hydropolis nastąpiło 5 grudnia 2015 roku.

## Architektura
Dostosowanie zabytkowej budowli do funkcji wystawienniczej wymagało wprowadzenia nowych elementów architektonicznych. Wejście główne znajduje się w części dobudowanej od południa. Zostało wykonane z miedzi, która współgra z miedzianą zabudową. Zbiornik jest zagłębiony w terenie na 360 cm. Jego wnętrze tworzą cztery prostokątne komory, nakryte żelbetowymi kolebkowymi sklepieniami. Murowane ściany z cegły klinkierowej mają grubość dochodzącą do 126 centymetrów. Od zewnątrz budowla jest nakryta warstwami gliny i ziemi. Grubość tego „płaszcza” dochodzi do 160 cm. Porasta go roślinność łąkowa. Na dach zbiornika prowadzą pochylnie i schody. Sterczące wśród traw kominki przypominają o zabytkowym charakterze budynku i jego pierwotnej funkcji.

## Działalność i ważniejsze atrakcje Hydropolis
Hydropolis jest miejscem, w którym technologie multimedialne, interaktywne instalacje, wierne repliki i modele oraz bogate w informacje ekrany dotykowe służą ukazaniu wody z różnych perspektyw. Wystawa podzielona jest na 7 stref tematycznych: 
- Głębiny,
- Ocean Życia,
- Strefa Relaksu,
- Człowiek i Woda,
- Historia Inżynierii Wodnej,
- Miasto i Woda,
- Stany Wody.

Każda z nich pokazuje wodę w innym aspekcie. Można w nich np. wejść do rzeczywistych rozmiarów repliki batyskafu Trieste, który jako pierwszy w historii dotarł do najgłębszego miejsca na Ziemi, poznać działanie starożytnych wynalazków związanych z wodą, czy dowiedzieć się, ile wody zawiera ludzkie ciało. Dodatkowo wystawę otwiera film Planeta Wody wyświetlany na panoramicznym ekranie w 360°, a całość urozmaica strefa Wystaw Czasowych, w której ekspozycje są cyklicznie zmieniane. 
Oprócz działalności wystawienniczej Centrum dysponuje rozbudowaną ofertą edukacyjną opartą na podstawie programowej Ministerstwa Edukacji Narodowej. W ramach specjalnych zajęć uczniowie szkół mogą wziąć udział w warsztatach naukowych. Grupy zorganizowane mogą skorzystać również z usług przewodnika.
Wybrane atrakcje:
- drukarka wodna[a] o długości 46,5 m,
- wir wodny o wysokości 3,5 m,
- ekran panoramiczny 360° o długości 60 m,
- replika batyskafu „Trieste” w skali 1:1,
- modele ryb głębinowych,
- instalacja złożona z modeli rekina i 1500 tuńczyków w skali 1:1,
- stacja badawcza rafy koralowej,
- najdokładniejsza na świecie kopia rzeźby Dawida wykonana w akrylu w skali 1:2,
- ściana z porostem imitującym las amazoński,
- makiety starożytnych wynalazków,
- makiety największych statków na świecie,
- multimedialna mapa Wrocławia,
- interaktywny schemat zakładów produkcji wody i oczyszczalni ścieków,
- symulator zamieci śnieżnej,
- ogień z pary wodnej.

## Nagrody i wyróżnienia
- Cud Polski 2016 National Geographic Traveler[9]
- wyróżnienie w konkursie Zabytek Zadbany Ministerstwa Kultury i Dziedzictwa Narodowego[10]
- nagroda publiczności Copper in Architecture Awards 2017[11]
- wyróżnienie w konkursie Piękny Wrocław w kategorii Modernizacja obiektu historycznego[12]
- Dolnośląski Klucz Sukcesu za najlepszą inicjatywę edukacyjną[13]
- wyróżnienie od prestiżowego magazynu online Merit Award za kurtynę wodną[14]
- wyróżnienie w konkursie Best Places Wroclaw 2016 przewodnika Local Life[15]
- certyfikat jakości 2017 i 2018 od Tripadvisor[16] oraz odznaka Traveller’s Choice 2020
- tytuł najlepszej atrakcji dla dzieci 2018 roku wg portalu dzieckowpodrozy.pl[17]
- najlepszy obiekt eventowy 2017 roku w kategorii Uniqe MP Power Awards[18]
- Najlepszy Produkt Turystyczny Dolnego Śląska 2018[19]
- Najlepszy Produkt Turystyczny w Polsce 2018[20]
- Nagroda w XVIII edycji Konkursu Świat Przyjazny Dziecku w kategorii „miejsce przyjazne dzieciom” organizowanym przez Komitet Ochrony Praw Dzieci[21]
- 1. Miejsce w plebiscycie TOP 5 dolnośląskich muzeów Radia Wrocław[22]
- Wyróżnienie w konkursie „Popularyzator Nauki 2020” organizowanym przez PAP oraz Ministerstwo Edukacji i Nauki[23]